# Tommaso Padoa-Schioppa
Tommaso Padoa-Schioppa (né le 23 juillet 1940 à Belluno, en Vénétie, et mort à Rome le 18 décembre 2010) est un économiste italien, pro-européen, ministre de l’Économie et des Finances du gouvernement Romano Prodi II du 17 mai 2006, au 7 mai 2008, après avoir été membre du directoire de la Banque centrale européenne.

## Biographie
Tommaso Padoa-Schioppa est le fils de Fabio Padoa-Schioppa (1911-2012), chef d'entreprise, et de Stella Schwarz (1911-2001). Il est le petit-neveu du chimiste Leone Maurizio Padoa (1881-1944), mort à Auschwitz.
Tommaso Padoa-Schioppa est licencié en économie et commerce à l'université Luigi Bocconi de Milan en 1966 et obtient un mastère de science économique du Massachusetts Institute of Technology (MIT) en 1970. Fonctionnaire de la Banque d'Italie depuis 1968.
Il a été conseiller de l’Institut pour les Affaires internationales (Rome). Précédemment, il a également été, entre autres fonctions, directeur général pour l’Économie et les Affaires financières de la Commission des Communautés européennes (1979-1983), directeur général adjoint de la Banque d'Italie (1984-1997) et président de la CONSOB (Commissione Nazionale per le Società e la Borsa), l'autorité italienne des marchés financiers (1997-1998). Il a été nommé professeur honorifique en économie à l’Université Johann Wolfgang Goethe de Francfort-sur-le-Main.
De 2005 à 2010, il fut le président du think tank Notre Europe. Il a été membre du comité directeur du groupe Bilderberg.
Le 3 octobre 2007, Tommaso Padoa-Schioppa, a été élu président du comité directeur du Fonds monétaire international (FMI), en remplacement de l'ancien chancelier de l'Échiquier britannique Gordon Brown, devenu Premier ministre.
Il meurt d'un arrêt cardiaque trois jours après avoir été nommé au conseil d'administration de Fiat Industrial.
Divorcé de l'économiste Fiorella Kostoris, avec laquelle il eut trois enfants, Tommaso Padoa-Schioppa eut ensuite pour compagne la journaliste Barbara Spinelli.

## Rôle dans la création de l'Euro

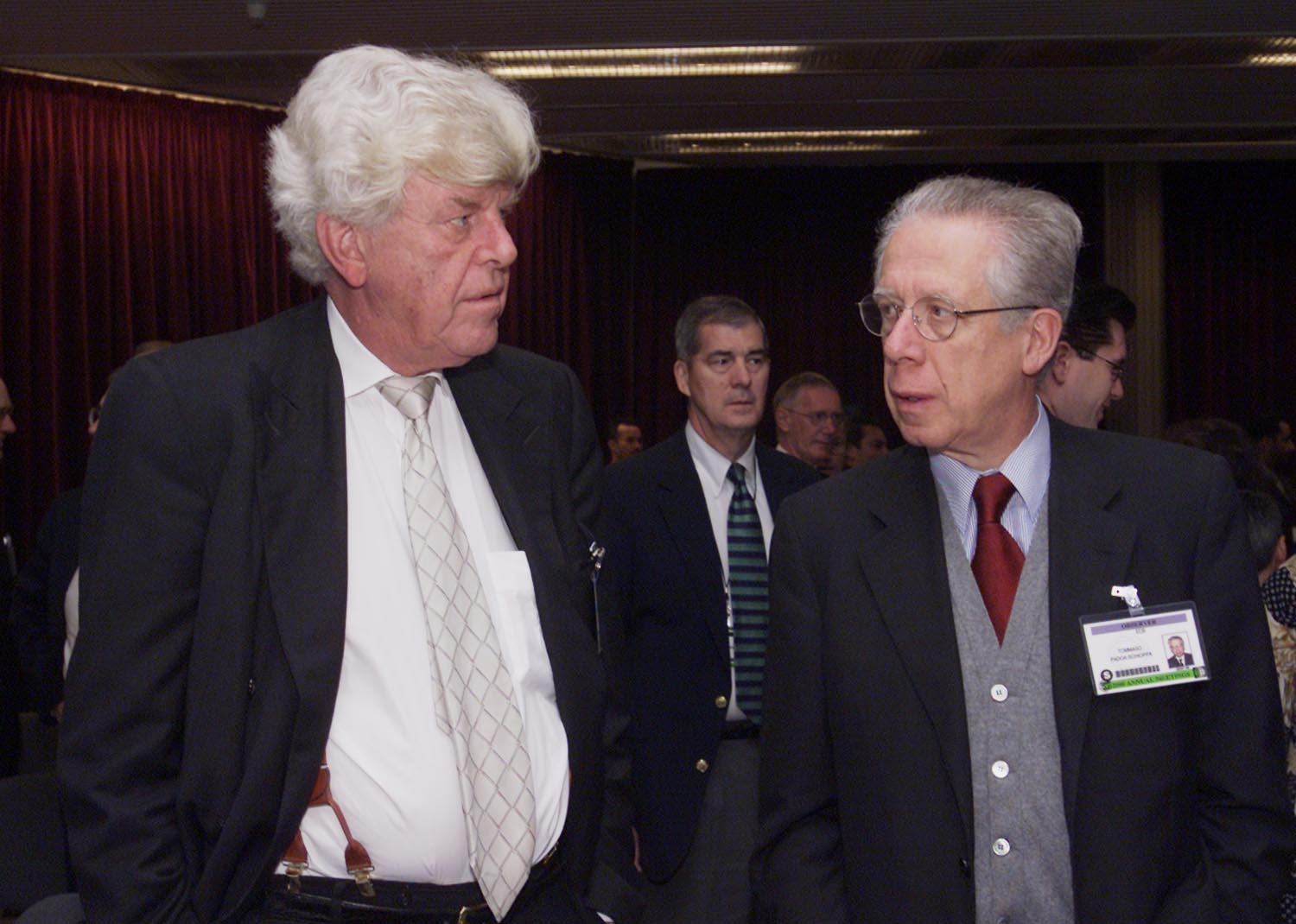
Padoa-Schioppa et Wim Duisenberg

Padoa-Schioppa a été nommé la “force d'impulsion intellectuelle” de l'Euro et le père fondateur de la nouvelle monnaie. En effet, dans un article économique de 1982, il soulignait qu'il était impossible pour un groupe de pays comme l'Union Européenne de poursuivre simultanément quatre objectifs :
- Le libre-échange
- La mobilité des capitaux
- Des politiques monétaires indépendantes
- Des changes fixes.

Ces quatre objectifs désirables en eux-mêmes n'étaient pas compatibles (voir le Triangle d'incompatibilité). À cette époque, les pays de la Communauté économique européenne maintenaient des restrictions sur le commerce et sur les mouvements de capitaux. Ces restrictions étaient graduellement supprimées par la création du marché unique européen et la libéralisation des capitaux, de sorte qu'à la fin des années quatre-vingt, les deux autres objectifs devaient être revus de façon que l'ensemble soit cohérent. Padoa-Schioppa a proposé que le troisième objectif (les politiques monétaires indépendantes) soit abandonné en créant une monnaie unique et une banque centrale européenne de manière que les trois autres objectifs puissent être atteints. Le rapport Delors d'avril 1989 a fait sienne ces vues et a recommandé une union monétaire avec une monnaie unique. Padoa-Schioppa a alors travaillé à la création et à la conception de la Banque centrale européenne et en est devenu un des premiers membres du comité exécutif.

## Œuvre
- Closing the Year, Closing the Crisis ? Entretien avec le Conseil européen des relations étrangères décembre 2010
- Tommaso Padoa-Schioppa et Beda Romana, Contre la courte vue : entretiens sur le Grand Krach, 2009, Odile Jacob
- (en) Tommaso Padoa-Schioppa, The Euro and Its Central Bank : Getting United After the Union, Cambridge, The MIT Press, 2004, 260 p. (ISBN 978-0-262-16222-7, LCCN 2003070615)
- (it) Tommaso Padoa-Schioppa, Europa una pazienza attiva, Milan, Rizzoli, 2006, 1re éd., 181 p. (ISBN 978-88-17-01068-9, LCCN 2006424012) (Italian language)
- Tommaso Padoa-Schioppa, Regulating Finance : Balancing Freedom and Risk, Éditeur : Oxford University Press (25 mars 2004) ; Format : Relié - 176 pages ; ASIN : 0199270562
- Tommaso Padoa-Schioppa, The Road to Monetary Union in Europe : The Emperor, the Kings, and the Genies, Éditeur : Oxford University Press (décembre 2000) ; Format : Broché - 280 pages Expanded édition ;  (ISBN 0199241767)
- Tommaso Padoa-Schioppa, Tripolarism : Regional and Global Economic Cooperation ; Éditeur : Group of Thirty (juin 1993) ; Format : Broché ; ASIN : 1567080898
- Tommaso Padoa-Schioppa,  Europe After 1992 : Three Essays ; Éditeur : Princeton Univ Intl Economics (juin 1991) ; Format : Broché ; ASIN : 0881650897
- Tommaso Padoa-Schioppa, Efficacité, Stabilité, Équité, 1987, Ed. Economica, Préface de Jacques Delors